# الدرس الأول (مسلسل)
الدرس الأول هو مسلسل عراقي كوميدي عرض في 20 يوليو 2012، من إخراج جمال عبد جاسم.

## القصة
تدور أحداث المسلسل مع الأستاذ معتز مدير إحدى المدارس الحكومية الثانوية، وابنه خالد والذي أصبح مجرماً ومدخناً ومدمنًا للمخدرات ، وكيفية التعامل بين الجنسين داخل أروقة المدارس الثانوية.

## الممثلون
- قاسم الملاك
- علي نجم الدين
- رزاق أحمد
- محمد البصري
- أماني علاء
- هبة سامي
- شروق الحسن
- علي النجار
- أنعام الربيعي
- زياد الهلالي
- صبا إبراهيم
- محمود حسين